# Староворобьёвская улица
Староворобьёвская улица — небольшая улица в исторической части Твери. Расположена в Центральном районе города.

## География
Староворобьёвская улица является продолжением улицы Желябова. Начинается от улицы Академика Каргина и идёт в юго-восточном направлении. Пересекает площадь Славы, от улицы отходят улица Салтыкова-Щедрина и Татарский переулок. Упирается в Смоленский переулок, где переходит в улицу Малая Самара.
Общая протяжённость Староворобьёвской улицы составляет более 400 м.

## История
Староворобьёвская улица была проведена по первому плану регулярной застройки города 1760-х годов в составе предместья.
Происхождение слова «Староворобьёвская» неизвестно, Нововоробьёвской улицы не было. Возможно, название было образовано по фамилии кого-то из проживавших на этой улице.
Была застроена одно- и двухэтажными частными деревянными домами. В 1970-х годах здесь было введено одностороннее движение с запада на восток, в конце чётной стороны построено пятиэтажное общежитие индустриального техникума (дом № 30).
В начале 1980-х годов были снесены все старые дома чётной стороны, на их месте построены пятиэтажный панельный жилой дом № 2 и детский сад № 135.
В 2006 — 2008 годах на углу со Смоленским переулком был построен пяти-девятиэтажный жилой дом № 7 по этому переулку. В 2007 году снесён дом № 35.